# Astragalus nervulosus
Astragalus nervulosus är en ärtväxtart som beskrevs av Alexander Eig, Reese och Hub.-mor. Astragalus nervulosus ingår i släktet vedlar, och familjen ärtväxter. Inga underarter finns listade i Catalogue of Life.